# Maginotova linija
Maginotova linija (francosko Ligne Maginot) je bila vrsta betonskih bunkerjev in utrdb, ki jo je Francija med letoma 1930 in 1935 zgradila na francosko-nemški meji med Belgijo in Švico. Ime je dobila po pobudniku gradnje Andreu Maginotu, ki je bil takrat vojni minister. Med 2. svetovno vojno so nemške enote linijo zaobšle ter jo tako naredile nekoristno. Po 2. svetovni vojni so Francozi linijo ponovno zasedli, vendar so jo po letu 1966 opustili. Nekatere dele linije so ohranili za turistične oglede.